# Great White Throne
Great White Throne (littéralement « Grand Trône Blanc »), situé au sud-ouest de l'État américain de l'Utah, est un des sommets (2 056 mètres) les plus connus du parc national de Zion. Il est localisé à proximité de la montagne dénommée Angels Landing.
La montagne s'élève à plus de 700 mètres au-dessus du profond canyon de Zion. C'est en 1967 que Fred Beckey fut le premier à escalader la montagne en compagnie de Galen Rowell et de Pat Callis. La roche n'est pas de très bonne qualité en ce qui concerne l'escalade.

## Toponymie

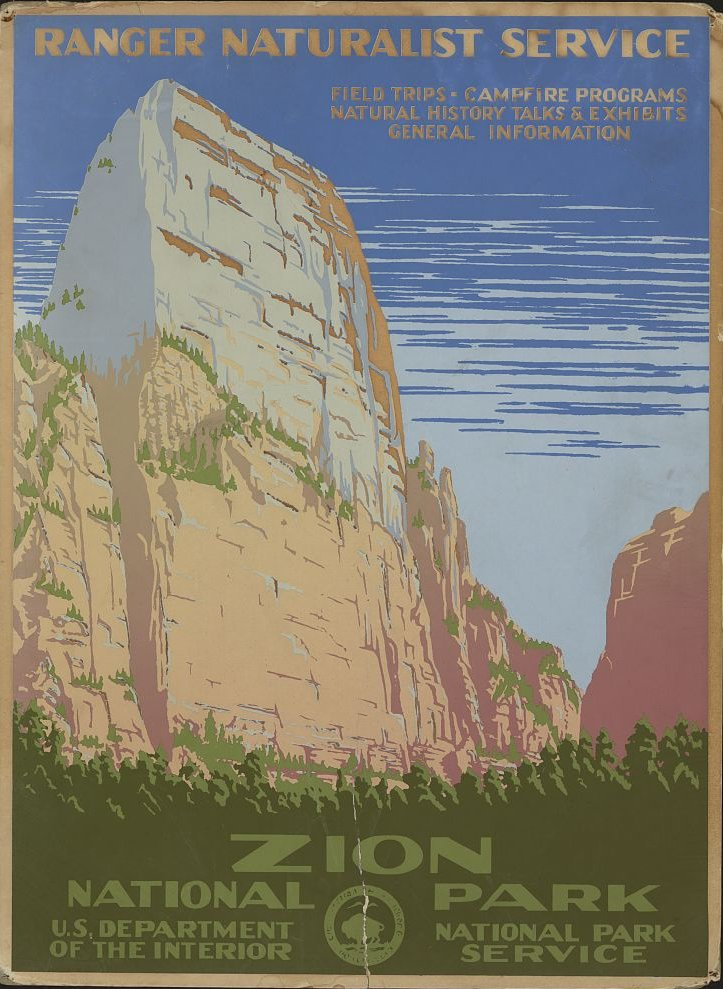
Le Great White Throne, un des symboles du parc, sur une affiche de la Works Projects Administration pour le National Park Service.

Son nom lui a été donné en 1916 par le pasteur méthodiste Frederick Vining Fisher. La montagne imposante de couleur blanche pourrait faire penser au dossier du trône de Dieu. Ce pasteur donna également les noms bibliques aux montagnes Angels Landing et Three Patriarchs. 